# Diego Caverzan
Diego Caverzan (Montebelluna, 11 marzo 1969) è un allenatore di calcio ed ex calciatore italiano, di ruolo difensore.

## Carriera

### Giocatore
Cresce calcisticamente nel Montebelluna, da cui passa all'Udinese, società con cui esordisce in Serie A nella stagione 1986-1987.
L'anno successivo si trasferisce all'Atalanta, dove fatica a ritagliarsi spazio (una sola presenza in serie A), e nella sessione autunnale del calciomercato 1989-1990, passa al Palazzolo.
Nemmeno una stagione e viene ceduto all'Arezzo, società con cui resta per tre anni.
Nella stagione 1993-1994 viene ingaggiato dall'Hellas Verona, con cui scende in campo 128 volte, conquistando, con il secondo posto in classifica, una promozione in Serie A nel 1995-1996, e subendo nel 1996-1997 una retrocessione in Serie B, con il penultimo posto in classifica.
Dopo le stagioni in gialloblu, segue un'annata alla Cremonese da cui passa al Rimini società con cui, eccezion fatta per una breve parentesi al Padova, vi conclude la carriera nel 2002.

### Allenatore
Dopo aver terminato con il calcio giocato si dedica al ruolo di allenatore ricoprendo l'incarico nelle giovanili del Verona, dove dirige la formazione "Berretti" fino a marzo 2008, quando viene promosso al ruolo di vice-allenatore della prima squadra.
In seguito diventa osservatore per conto di Gian Marco Remondina, sempre nella società scaligera.
Attualmente svolge l'attività d'agente assicurativo plurimandatario per la tutela dei calciatori professionisti e dilettanti.